# Balablok
Pour plus de détails, voir Fiche technique et Distribution.
Balablok est un court-métrage d'animation québécois réalisé par Břetislav Pojar, sorti en 1972. Produit par René Jodoin pour l’Office national du film du Canada, ce film de 7 minutes utilise des caractères géométriques pour explorer l'intolérance et les conflits. La musique a été composée par Maurice Blackburn. Balablok a reçu la Palme d'or du court métrage au Festival de Cannes 1973 et a été nommé pour le British Academy Film Award du meilleur film d'animation à la 27e cérémonie des British Academy Film Awards,.

## Synopsis
Les Cubes habitent heureusement parmi eux quand soudainement, ils voient une Ronde. La guerre éclat entre l'un et l'autre et ils eux tabassent jusqu'à ce qu'ils ressemblent à des Hexagones. Les Hexagones rendent paix et résument leur vie tranquille jusqu'à un Tétrahède s'approche. Au fin du film, la guerre commence de nouveau…

## Fiche technique
- Titre : Balablok
- Réalisation : Břetislav Pojar
- Musique : Maurice Blackburn
- Production : René Jodoin
- Société de production : Office national du film du Canada
- Pays :  Canada
- Genre : Animation, comédie et fantastique
- Durée : 7 minutes
- Dates de sortie : 
  - Canada : 1972
  - France : mai 1973 (festival de Cannes)